# Lista do Patrimônio Mundial em Belize
A Organização das Nações Unidas para a Educação, a Ciência e a Cultura (UNESCO) propôs um plano de proteção aos bens culturais do mundo, através do Comité sobre a Proteção do Património Mundial Cultural e Natural, aprovado em 1972. Esta é uma lista do Patrimônio Mundial existente em Belize, especificamente classificada pela UNESCO e elaborada de acordo com dez principais critérios cujos pontos são julgados por especialistas na área. Belize, um pequeno país da América Central, ratificou a convenção em 6 de novembro de 1990, tornando seus locais históricos elegíveis para inclusão na lista.
O sítio Rede de Reservas dos Recifes da Barreira do Belize foi o primeiro local do Belize incluído na lista do Patrimônio Mundial da UNESCO por ocasião da 20ª Sessão do Comitè do Património Mundial, realizada em Mérida (México) em 1996. Desde a mais recente adesão à lista, este local permanece como a única inclusão de Belize como Patrimônio da Humanidade, sendo este de classificação Natural. 

## Bens culturais e naturais
Belize conta atualmente com os seguintes lugares declarados como Patrimônio da Humanidade pela UNESCO:
| | Rede de Reservas dos Recifes da Barreira do Belize |
| Bem natural inscrito em 1996. |                                                    |
| Localização: Stann Creek / Toledo / Belize |                                                    |
| A região costeira de Belize é um sistema natural único, compreendendo a maior barreira de recifes do hemisfério norte, atóis costeiros, centenas de ilhotas arenosas, florestas de mangue, lagoas costeiras e estuários. As sete reservas da rede ilustram as diferentes etapas da evolução do recife e são um importante habitat para algumas espécies animais ameaçadas de extinção, como tartarugas marinhas, peixes-boi e crocodilo de água salgada americano. (UNESCO/BPI) |                                                    |

## Lista Indicativa
Em adição aos sítios inscritos na Lista do Patrimônio Mundial, os Estados-membros podem manter uma lista de sítios que pretendam nomear para a Lista de Patrimônio Mundial, sendo somente aceitas as candidaturas de locais que já constarem desta lista. Desde 1996, Belize não apresenta locais na sua Lista Indicativa.